# Bowness-on-Windermere
Pour les articles homonymes, voir Bowness.
Bowness-on-Windermere est  une ville anglaise située au nord-ouest de l'Angleterre dans le comté de Cumbria et le district de South Lakeland. Du fait de sa position sur les rives du lac Windermere, elle est devenue une destination touristique prisée.

## Patrimoine
- Église St Martin

## Source
- (en) Cet article est partiellement ou en totalité issu de l’article de Wikipédia en anglais intitulé « Bowness-on-Windermere » (voir la liste des auteurs).